# Guyane thuộc Pháp
Guyane thuộc Pháp  (/ɡiˈɑːnə/ hoặc /ɡiˈænə/; tiếng Pháp: Guyane [ɡɥijan] ⓘ) là một tỉnh hải ngoại (tiếng Pháp: département d'outre-mer, viết tắt là DOM) của Pháp, nằm ở góc đông bắc châu Nam Mỹ.
Tiếng Việt vào cuối thế kỷ XIX, đầu thế kỷ XX còn phiên âm xứ này là Nguy Gian và Guy An.
Guyane thuộc Pháp là một vùng hải ngoại của Pháp, một trong 18 vùng của Pháp. Là một thành phần của nước Pháp, Guyane thuộc Pháp là một lãnh thổ thuộc Liên minh châu Âu, và đơn vị tiền tệ hiện nay là euro.

## Lịch sử

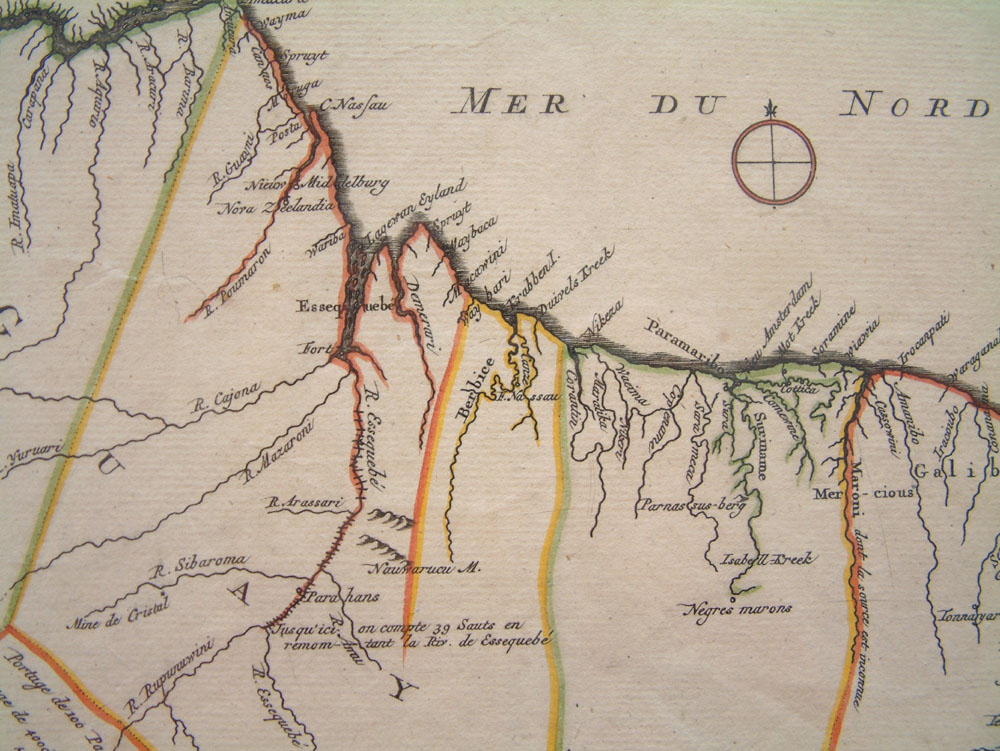
Bản đồ cổ vẽ vùng duyên hải miền bắc châu Nam Mỹ và xứ Guyane

Guyane thuộc Pháp thuở trước chỉ có thổ dân châu Mỹ sinh sống. Sau khi người Pháp đặt chân đến đây vào thế kỷ XVII thì Guyane được dùng làm nơi lưu đày tội nhân. Chính quyền Pháp xây một hệ thống nhà ngục từ năm 1852 đến năm 1951 ở Guyane để thỏa mãn hai nhu cầu, vừa là một cách biệt giam phạm nhân, vừa là cách đưa dân sang khai phá đất hoang. Con tàu Martinière là tàu chở tù nhân hoạt động đầu thế kỷ 20, đã đưa nhiều phạm nhân trong đó có các phạm nhân chính trị từ Việt Nam đến Guyane .
Cuộc tranh chấp chủ quyền với Brasil vào cuối thế kỷ XIX tạo cơ sở cho một quốc gia mới ra đời ở vùng biên giới chưa phân định. Với thủ đô là Counani, cư dân vùng đó tự xưng là "Cộng hòa Guyane Độc lập" (tiếng Pháp: La République de la Guyane indépendante) và ủng hộ lập trường thân Pháp, chống lại Brasil. Counani tồn tại từ năm 1886 đến 1891 thì bị Brasil sáp nhập sau khi chính phủ Thụy Sĩ đứng làm trung gian hòa giải và phán quyết rằng vùng tranh chấp thuộc chủ quyền Brasil.
Năm 1946, Guyane thuộc Pháp trở thành một tỉnh hải ngoại của Pháp.
Năm 1964, Tổng thống Pháp Charles de Gaulle đã quyết định xây dựng một căn cứ du hành vũ trụ tại Guyane thuộc Pháp. Căn cứ này được dự định sẽ thay thế căn cứ Sahara tại Algeria và thúc đẩy tăng trưởng kinh tế ở Guyane thuộc Pháp. Tỉnh này được đánh giá là địa điểm đặc biệt thích hợp vì nằm gần đường xích đạo và có thể tiếp cận một khu vực đại dương rộng lớn để dùng làm vùng đệm. Trung tâm vũ trụ Guyane, nằm ven bờ biển gần Kourou, đã phát triển đáng kể từ sau những lần phóng tên lửa "Véronique" ban đầu. Trung tâm này nay là một phần của ngành công nghiệp không gian châu Âu và đã có các thành công mang tính thương mại như khi phóng Ariane 4 và Ariane 5.
Phong trào đòi tự trị cho Guyane thuộc Pháp dấy lên vào thập niên 1970 và 1980 nhưng sau nguôi dần.

## Địa lý

Bản đồ địa hình Guyane thuộc Pháp

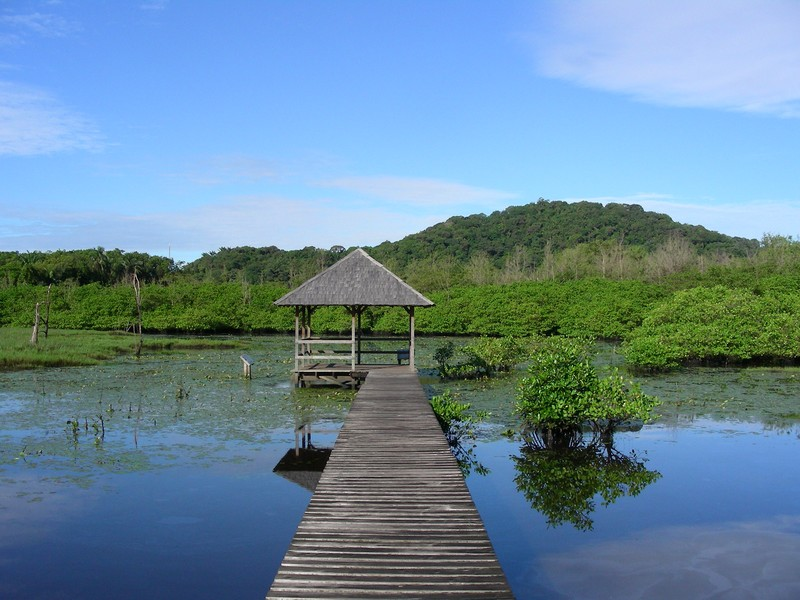
Cảnh quan Remire-Montjoly.

Mặc dù chia sẻ tương đồng văn hóa với các lãnh thổ nói tiếng Pháp ở Caribe, Guyane thuộc Pháp thường không được xem là một phần của khu vực địa lý này, lý do là vì biển Caribe nằm cách xa Guyane thuộc Pháp hàng trăm km về phía tây, ở sau cung đảo Tiểu Antilles. Tuy nhiên, ranh giới mà người ta định ra cho Caribe đã thay đổi theo thời gian. Về mặt lịch sử, ranh giới của Caribe ở mức độ lớn nhất của nó trong các thế kỷ XVII và XVIII và lúc đó thì Guyane thuộc Pháp nằm ở rìa và trong một số giai đoạn nó có thể được cho là một phần của bản thân Caribe.
Guyane thuộc Pháp nằm giữa 2° và 6° vĩ Bắc, và từ 51° đến 53° kinh Tây. Lãnh thổ này gồm có hai khu vực địa lý chính: một dải duyên hải nơi đa phần cư dân sinh sống, và vùng rừng mưa rậm rạp và gần như không thể tiếp cận dần cao lên đến các đỉnh khiêm tốn của dãy núi Tumuk Humak dọc theo biên giới với Brasil. Đỉnh cao nhất tại Guyane thuộc Pháp là Bellevue de l'Inini ở Maripasoula với cao độ 851 m (2.792 ft). Các ngọn núi khác bao gồm Mont Machalou (782 m (2.566 ft)), Pic Coudreau (711 m (2.333 ft)) và Mont St Marcel (635 m (2.083 ft)), Mont Favard (200 m (660 ft)) và Montagne du Mahury (156 m (512 ft)).
Có một số hòn đảo nhỏ nằm gần bờ biển tại Guyane thuộc Pháp, ba hòn đảo Îles du Salut (quần đảo Cứu rỗi) bao gồm đảo Diable, và hòn đảo biệt lập Îles du Connétable nằm xa hơn về phía đông.
Đập thủy điện ở phía bắc của Guyane thuộc Pháp đã hình thành nên một hồ nhân tạo. Guyane thuộc Pháp cũng có nhiều sông, trong đó có sông Waki.
Tính đến năm 2007, rừng mưa Amazone, nằm ở phần xa xôi nhất của tỉnh, được bảo hộ trong khuôn khổ vườn Amazone Guyane, một trong mười vườn quốc gia của Pháp. Diện tích của vườn là 33.900 kilômét vuông (13.090 dặm vuông Anh) thuộc các xã Camopi, Maripasoula, Papaïchton, Saint-Élie và Saül.
| Quận Saint-Laurent-du-Maroni                                                                                       | Quận Cayenne |
| --- | --- |
| 1. Awala-Yalimapo 2. Mana 3. Saint-Laurent-du-Maroni 4. Apatou 5. Grand-Santi 6. Papaïchton 7. Saül 8. Maripasoula | 1. Camopi 2. Saint-Georges 3. Ouanary 4. Régina 5. Roura 6. Saint-Élie 7. Iracoubo 8. Sinnamary 9. Kourou 10. Macouria 11. Montsinéry-Tonnegrande 12. Matoury 13. Cayenne 14. Remire-Montjoly |

## Kinh tế

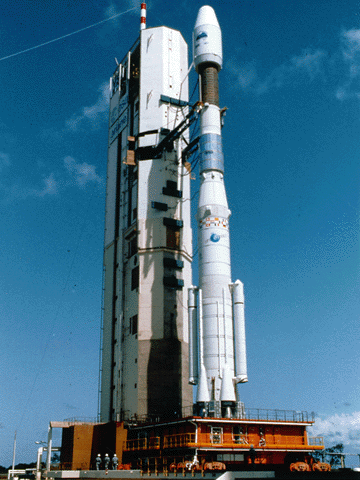
Ariane được phóng từ Trung tâm vũ trụ Guyane gần Kourou, ngày 10 tháng 8 năm 1992.

Do là một bộ phận đầy đủ của nước Pháp, Guyane thuộc Pháp là một phần của Liên minh châu Âu và Eurozone; tiền tệ của tỉnh là euro. .gf là tên miền quốc gia (ccTLD) dành cho Guyane thuộc Pháp, song .fr thường được dùng thay thế.
Năm 2008, GDP của Guyane thuộc Pháp theo tỷ giá hối đoái thị trường là US$4,72 tỉ (€3,21 tỉ), trở thành nền kinh tế lớn nhất Guyana, và là nền kinh tế lớn thứ 11 tại Nam Mỹ.
Guyane phụ thuộc nặng vào Chính quốc Pháp trên các lĩnh vực trợ cấp, thương mại và hàng hóa. Các ngành công nghiệp chính là đánh cá (chiếm ba phần tư xuất khẩu), khai thác vàng và gỗ. Ngoài ra, Trung tâm vũ trụ Guyane tại Kourou chiếm 25% tổng GDP và tạo việc làm cho 1.700 người.
Lĩnh vực chế tạo tại Guyane thuộc Pháp rất nhỏ. Nông nghiệp phần lớn vẫn chưa được phát triển và chủ yếu giới hạn tại khu vực gần bờ biển – mía và chuối là hai trong số các cây trồng chính. Du lịch, đặc biệt là du lịch sinh thái, đang được phát triển. Thất nghiệp là một vấn đề lớn của Guyane thuộc Pháp với tỷ lệ khoảng 20% đến 30%.
Năm 2008, GDP bình quân đầu người của Guyane thuộc Pháp theo theo tỷ giá hối đoái thị trường, không theo sức mua tương đương, là US$20.904 (€14.204), cao nhất Nam Mỹ, song chỉ bằng 47% GDP bình quân đầu người của Mẫu quốc Pháp trong năm đó.
|                   | 1999 | 2000 | 2001 | 2002 | 2003 | 2004 | 2005 | 2006 | 2007 |
| ----------------- | ---- | ---- | ---- | ---- | ---- | ---- | ---- | ---- | ---- |
| Guyane thuộc Pháp | 64   | 53   | 60   | 60   | 56   | 52   | 53   | 50   | 49   |
| Pháp              | 115  | 115  | 116  | 116  | 112  | 110  | 111  | 109  | 108  |

## Nhân khẩu

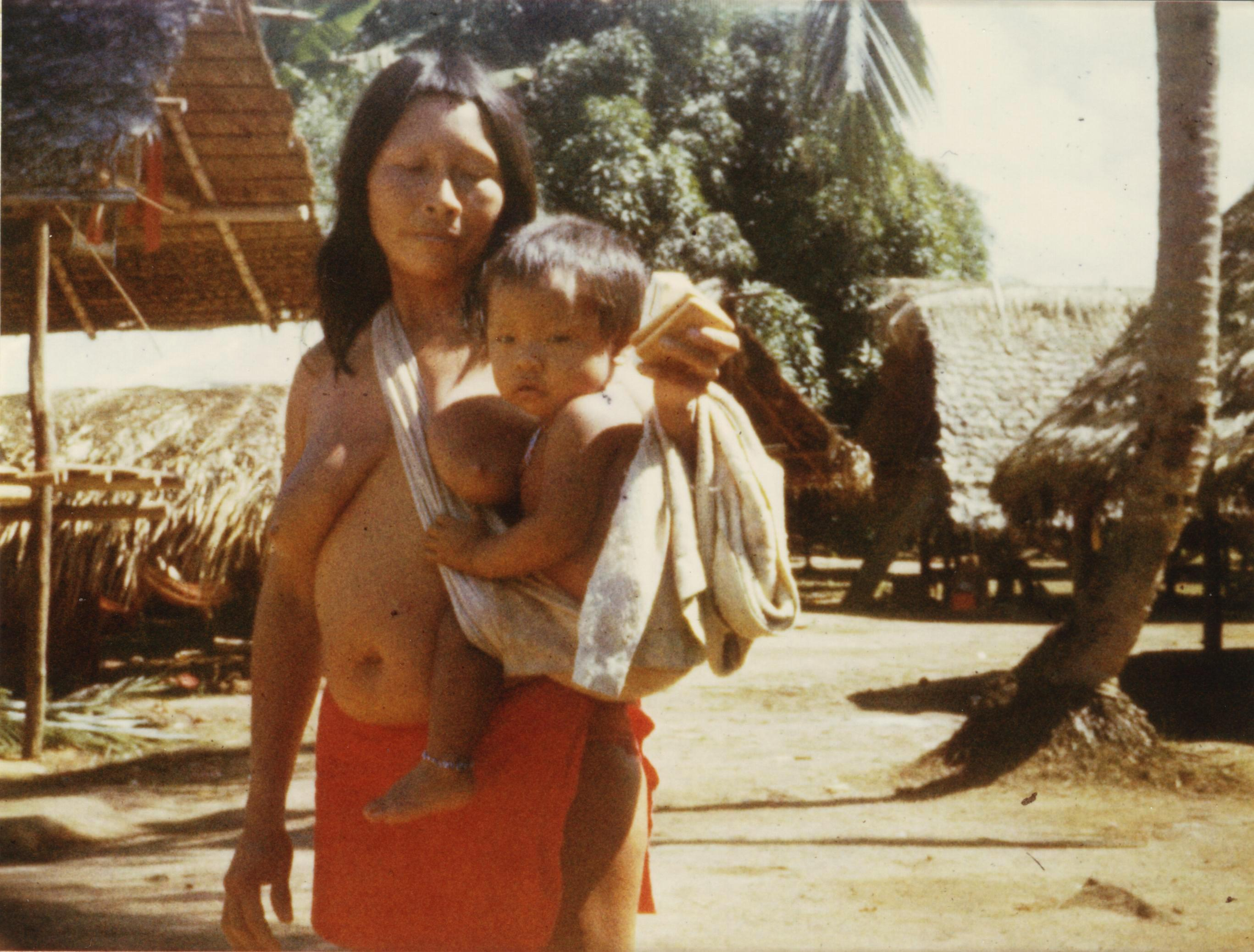
Hai mẹ con người Wayana (1979)

Theo ước tính vào tháng 1 năm 2009, dân số Guyane thuộc Pháp là 229.000 người, hầu hết trong số họ sinh sống ở khu vực ven biển và rất đa dạng về sắc tộc. Theo điều tra năm 1999, 54,4% cư dân Guyane thuộc Pháp sinh ra tại Guyane thuộc Pháp, 11,8% sinh ra tại Chính quốc Pháp, 5,2% sinh ra tại các tỉnh Caribe (Guadeloupe và Martinique), và 28,6% sinh ra tại nước ngoài (chủ yếu là Brasil, Suriname, và Haiti).
Ước tính về tỷ lệ thành phần dân tộc tại Guyane thuộc Pháp có sự khác biệt, điều này càng trở nên phức tạp do tỷ lệ người nhập cư lớn (khoảng 20.000, gần 10%). Người Mulatto (hợp chủng giữa người gốc Phi và gốc Pháp) là sắc tộc lớn nhất, mặc dù tỷ lệ chính xác của họ được ước tính khác nhau, tùy thuộc vào việc cộng đồng Haiti khá lớn có được tính gộp vào hay không. Nói chung người Creole được xét đoán chiếm từ 60% đến 70% tổng dân số nếu người Haiti được tính, và chiếm từ 30% đến 50% nếu không tính người Haiti.
Khoảng 14% dân số Guyane thuộc Pháp là người gốc Âu. Phần lớn trong số họ có nguồn gốc Pháp, song cũng có những người gốc Hà Lan, Anh, Tây Ban Nha và Bồ Đào Nha.
Các cộng đồng gốc Á lớn nhất tại Guyane thuộc Pháp là người Hoa (3,2%, chủ yếu đến từ tỉnh Chiết Giang và người H'Mông (1,5%). Nhóm H'mông là dân tỵ nạn thoát sang đến Thái Lan sau khi cộng sản Pathet Lào giành chính quyền ở Lào năm 1975. Người H'mông được Pháp nhận đưa Guy An định cư và đã trở thành cộng đồng then chốt trong ngành nông nghiệp địa phương.
Guyane thuộc Pháp cũng có các cộng đồng dân cư nhỏ hơn có nguồn gốc từ các đảo tại Caribe, chủ yếu là Saint Lucia cũng như Dominica. Các nhóm gốc Á khác bao gồm người Đông Ấn, người Liban và người Việt.
Các dân tộc sinh sống trong vùng nội địa là người Maroon có nguồn gốc Phi, và người da đỏ. Người Maroon là hậu duệ của những nô lệ gốc Phi đã trốn thoát, sinh sống chủ yếu dọc theo sông Maroni. Các nhóm người Maroon chính là Saramaca, Aucan (hai nhóm này cũng sinh sống tại Suriname), và Boni (Aluku). Các nhóm người da đỏ là người Arawak, người Carib, người Emerillon, người Kali'na, người Palikur, người Wayampi và người Wayana. Đến cuối thập niên 1990, đã có bằng chứng về một nhóm người Wayampi chưa tiếp xúc với thế giới bên ngoài.
Tôn giáo chi phối tại Guyane thuộc Pháp là Công giáo La Mã; người Maroon và một số người da đỏ vẫn duy trì tôn giáo của họ. Người H'Mông tại Guyane thuộc Pháp chủ yếu theo Công giáo do ảnh hưởng của những nhà truyền giáo đã giúp đưa họ đến Guyane thuộc Pháp.
| 1790 (ước tính) | 1839 (ước tính) | 1857 (ước tính) | 1891 (ước tính) | 1946 (điều tra) | 1954 (điều tra) | 1961 (điều tra) | 1967 (điều tra) | 1974 (điều tra) | 1982 (điều tra) | 1990 (điều tra) | 1999 (điều tra) | 2009 (điều tra) | 2011 (ước tính) |  |
| --------------- | --------------- | --------------- | --------------- | --------------- | --------------- | --------------- | --------------- | --------------- | --------------- | --------------- | --------------- | --------------- | --------------- |  |
| 14.520          | 20.940          | 25.561          | 33.500          | 25.499          | 27.863          | 33.505          | 44.392          | 55.125          | 73.022          | 114.678         | 156.790         | 224.469         | 236.250         |  |
|                 |                 |                 |                 |                 |                 |                 |                 |                 |                 |                 |                 |                 |                 |  |

Tổng tỷ suất sinh tại Guyane thuộc Pháp vẫn duy trì ở mức cao và ngày nay lớn hơn đáng kể so với tỷ lệ tại Chính quốc Pháp, và cũng lớn hơn tỷ lệ trung bình của năm tỉnh hải ngoại của Pháp. Nó góp phần lớn vào sự tăng trưởng dân số tại Guyane thuộc Pháp.
|                    | 1999 | 2000 | 2001 | 2002 | 2003 | 2004 | 2005 | 2006 | 2007 | 2008 |
| ------------------ | ---- | ---- | ---- | ---- | ---- | ---- | ---- | ---- | ---- | ---- |
| Guyane thuộc Pháp  | 3,87 | 3,93 | 3,79 | 3,73 | 3,77 | 3,47 | 3,79 | 3,80 | 3,71 | 3,57 |
| Bốn tỉnh hải ngoại | 2,32 | 2,45 | 2,42 | 2,35 | 2,38 | 2,40 | 2,46 | 2,48 | 2,50 | 2,47 |
| Chính quốc Pháp    | 1,79 | 1,87 | 1,88 | 1,86 | 1,87 | 1,90 | 1,92 | 1,98 | 1,96 | 1,99 |
| Nguồn: INSEE       |      |      |      |      |      |      |      |      |      |      |